# Wandelröschen
Das Wandelröschen (Lantana camara) ist eine Pflanzenart aus der Gattung Wandelröschen (Lantana) innerhalb der Familie der Eisenkrautgewächse (Verbenaceae). Seine Zuchtformen sind beliebte Zierpflanzen. Es ist in den Tropen und Subtropen eine sich stark ausbreitende invasive Pflanze.

## Beschreibung

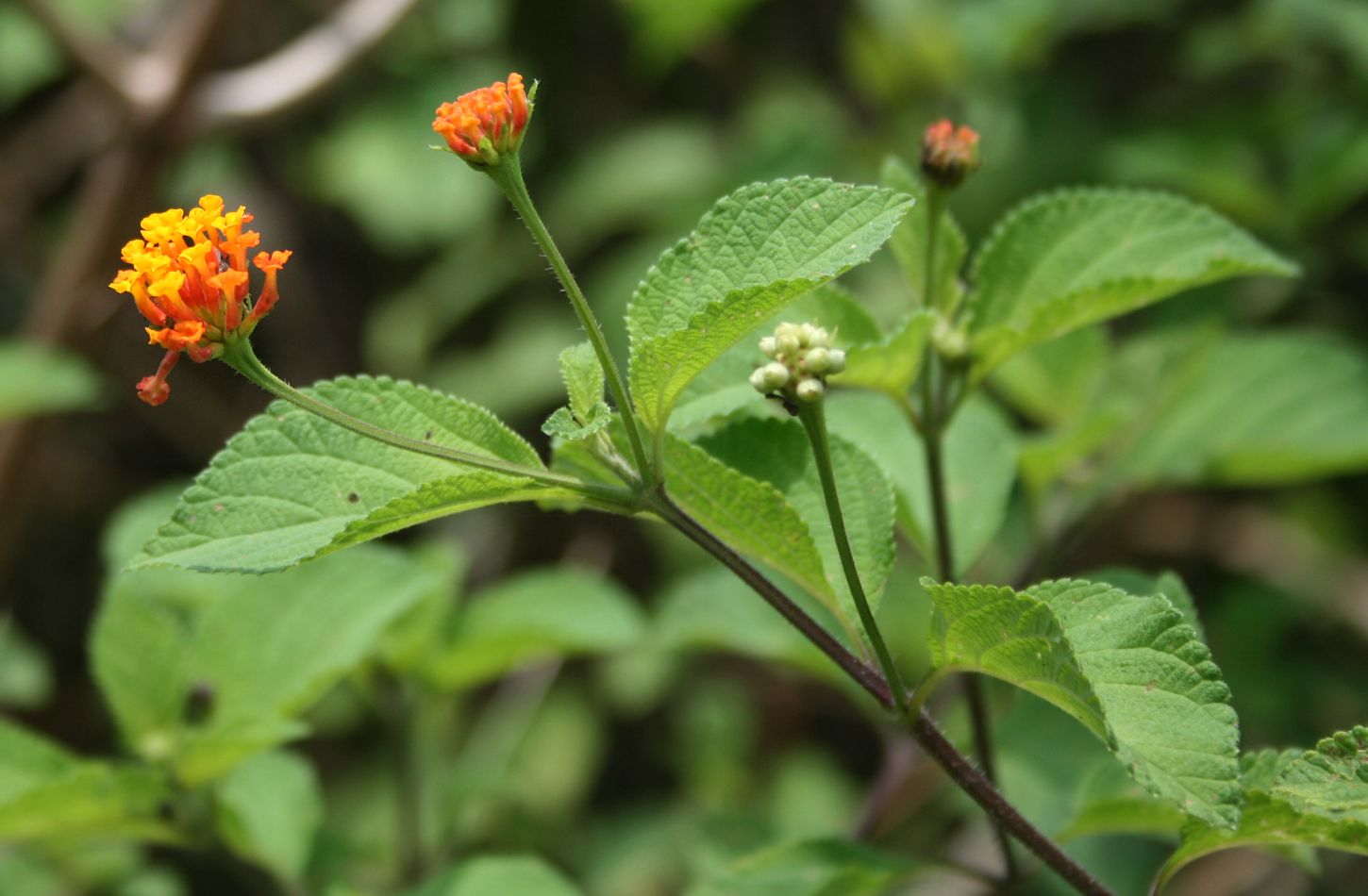
Wildform mit gegenständigen Laubblättern und Blütenständen

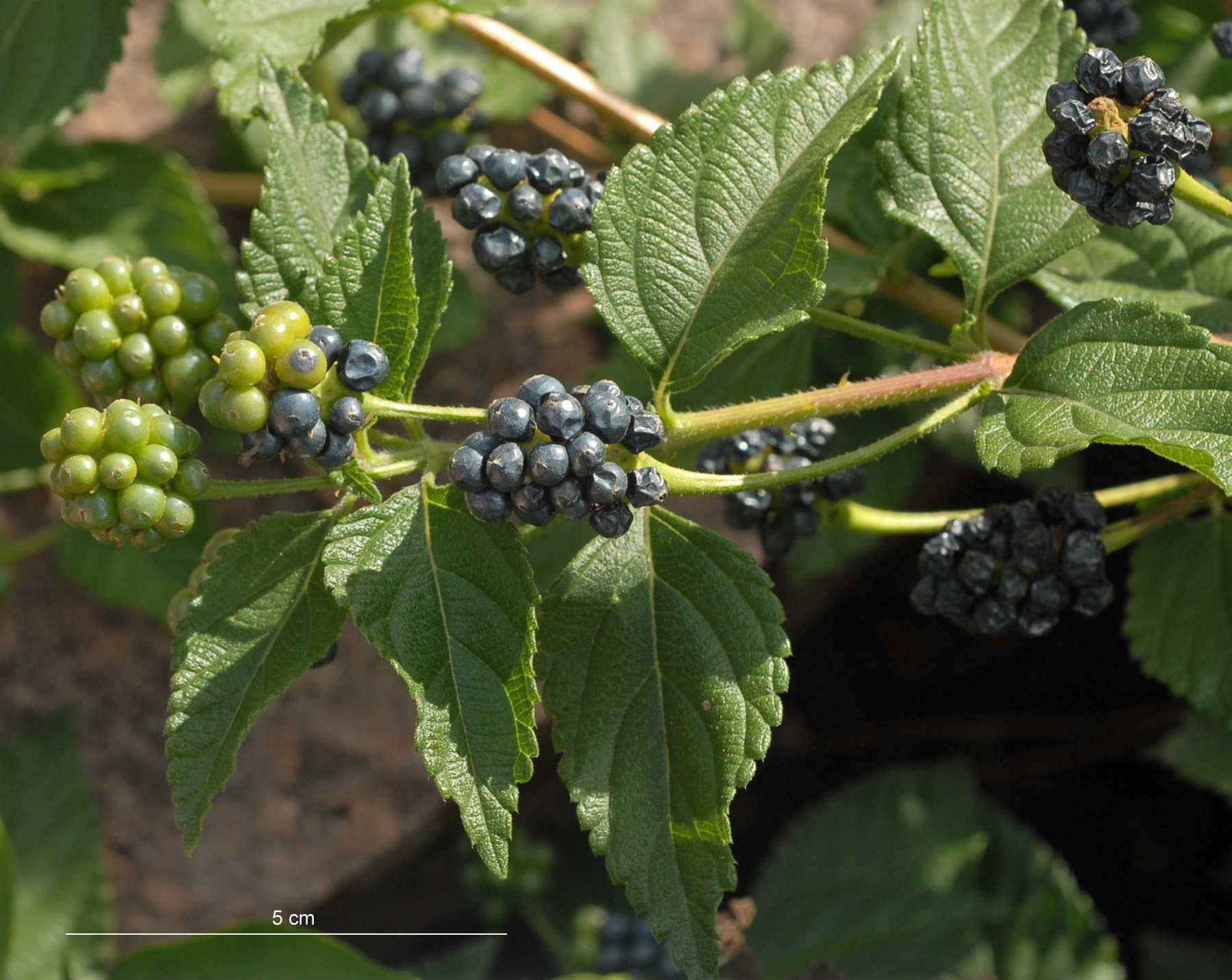
Unreife und reife Früchte

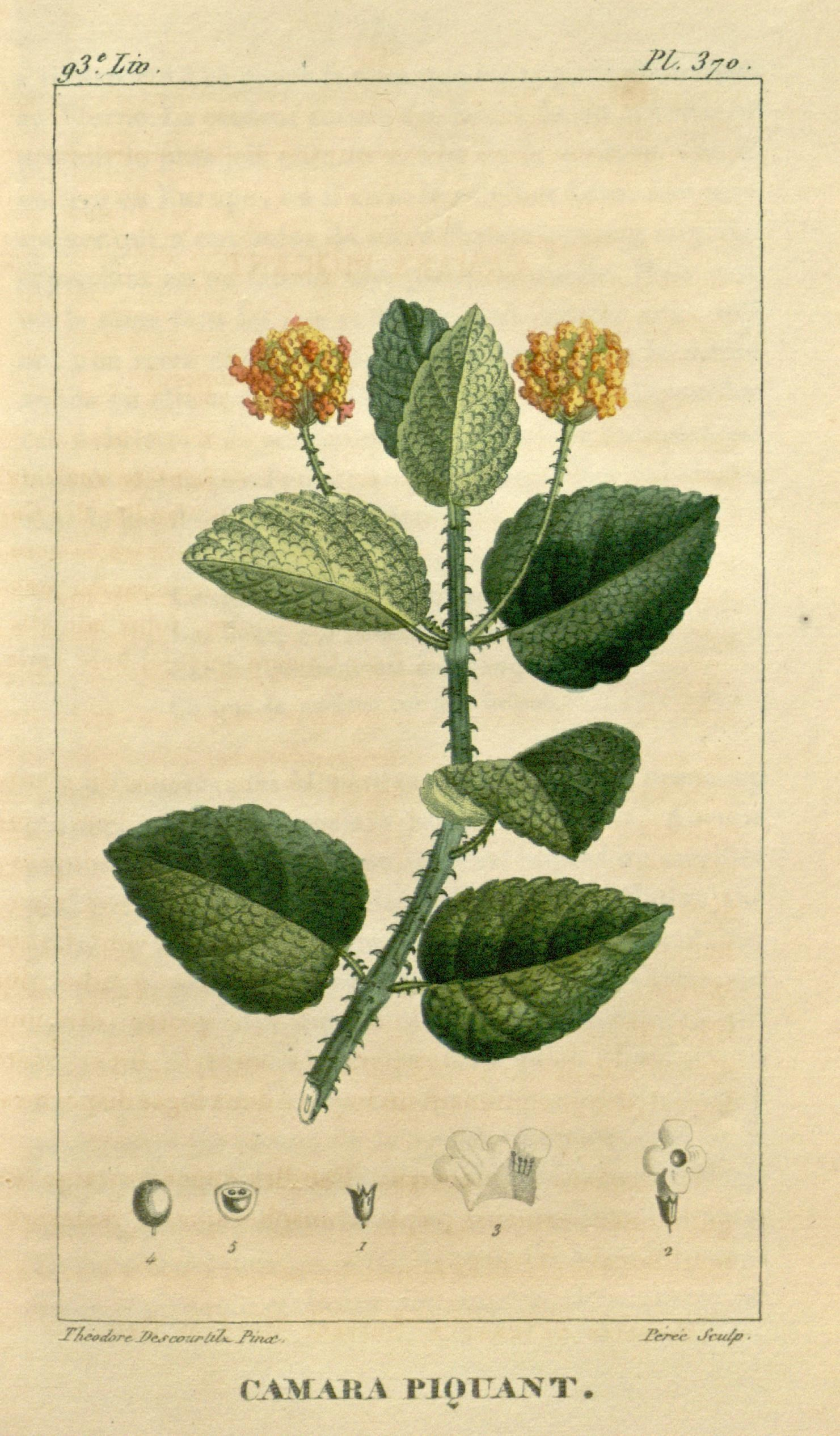
Illustration aus Flore médicale des Antilles, ou, Traité des plantes usuelles, Tafel 370

### Vegetative Merkmale
Bei Lantana camara handelt es sich um immergrüne Sträucher. Die oft langen, leicht herabhängenden Zweige sind durch Borsten oder kurze Stacheln rau.
Die meist gegenständig angeordneten Laubblätter sind in Blattstiel und -spreite gegliedert. Der flaumig behaarte Blattstiel ist 1 bis 2 Zentimeter lang. Die einfache, pergamentartige, spitze bis rundspitzige Blattspreite ist bei einer Länge von 3 bis 8,5 Zentimetern sowie einer Breite von 1,5 bis 5 Zentimetern eiförmig bis länglich mit gerundeter bis fast herzförmiger Basis. Der Blattrand ist gekerbt bis gesägt. Die Blattoberfläche ist runzlig und ist durch steife kurze Haare rau. Werden die Laubblätter zerdrückt, riechen sie aromatisch. Es sind fünf Paare deutlich erhabene Seitennerven vorhanden.

### Generative Merkmale
In endständigen, dickstieligen, dichten und köpfchenförmigen, scheinrispigen Blütenständen mit Durchmessern von 1,5 bis 2,5 Zentimetern stehen viele Blüten zusammen. Die jüngeren Blüten sitzen im Zentrum. Die fast sitzenden Blüten sind erst weiß, gelb bis orangefarben, später dann rötlich bis violett. Durch die sich mit der Zeit ändernde Blütenfarbe, von heller nach dunkler, bekommen die Blütenköpfchen ein charakteristisches, buntes Aussehen mit verschiedenen Farben innen und außen. Die zwittrigen Blüten sind 4–5-zählig mit einer doppelten Blütenhülle. Die Krone ist stieltellerförmig verwachsen mit kurzen, ausladenden Zipfeln. Es sind 4 kurze, didynamische Staubblätter vorhanden. Der oberständige, zweikammerige Fruchtknoten ist kahl mit kurzem Griffel und schräg, einseitiger Narbe. Es ist ein Diskus vorhanden.
Die kleinen, zweisamigen Steinfrüchte mit beständigem Kelch sind bei einem Durchmesser von etwa 4–5 Millimetern kugelig und färben sich bei Reife glänzend, schimmernd, dunkel-purpurfarben bis schwarz. Die bräunlichen, eiförmigen Steinkerne sind hart.
Die Chromosomenzahl beträgt 2n = 44.

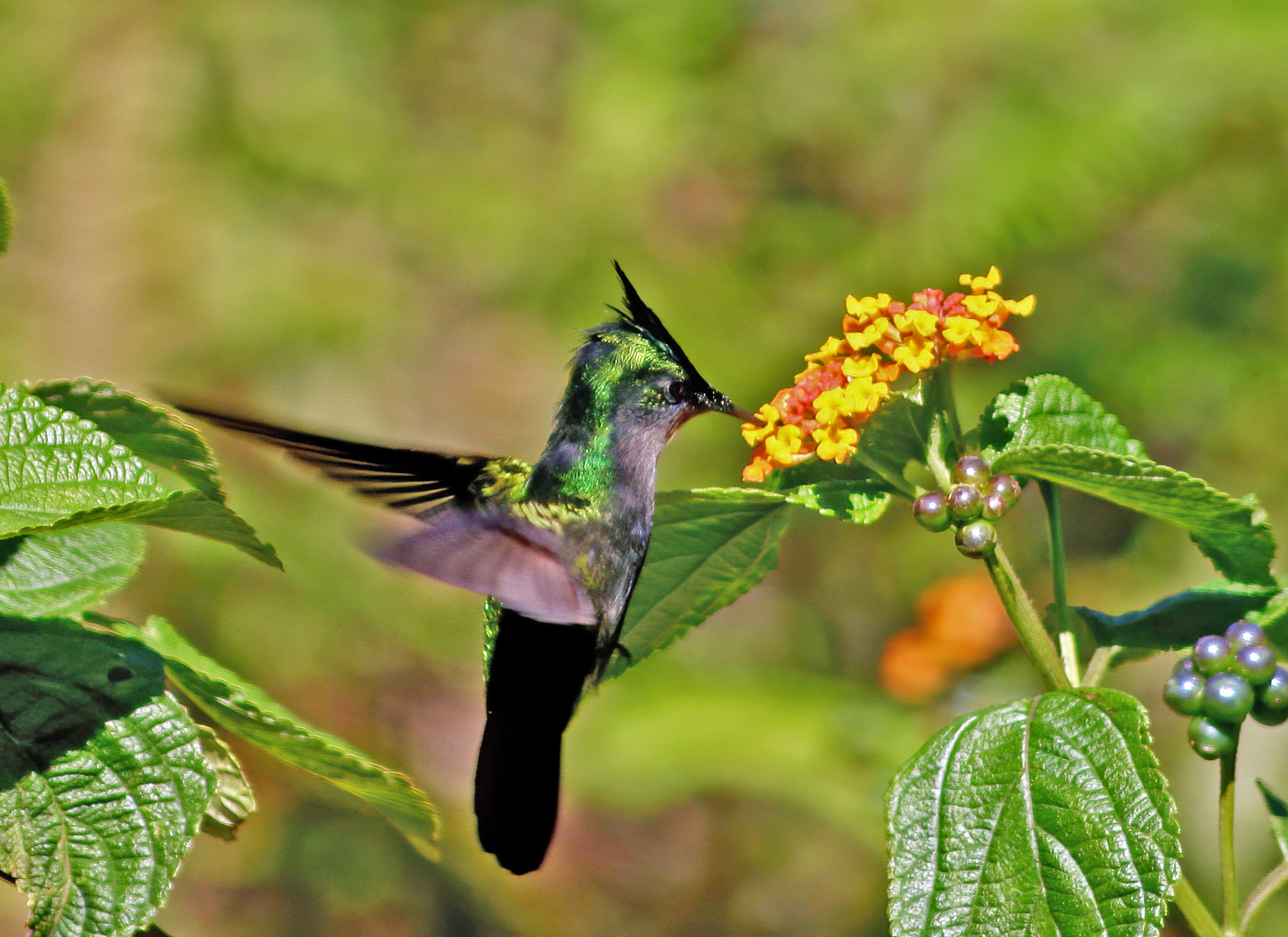
Blütenbesuch durch Kolibri

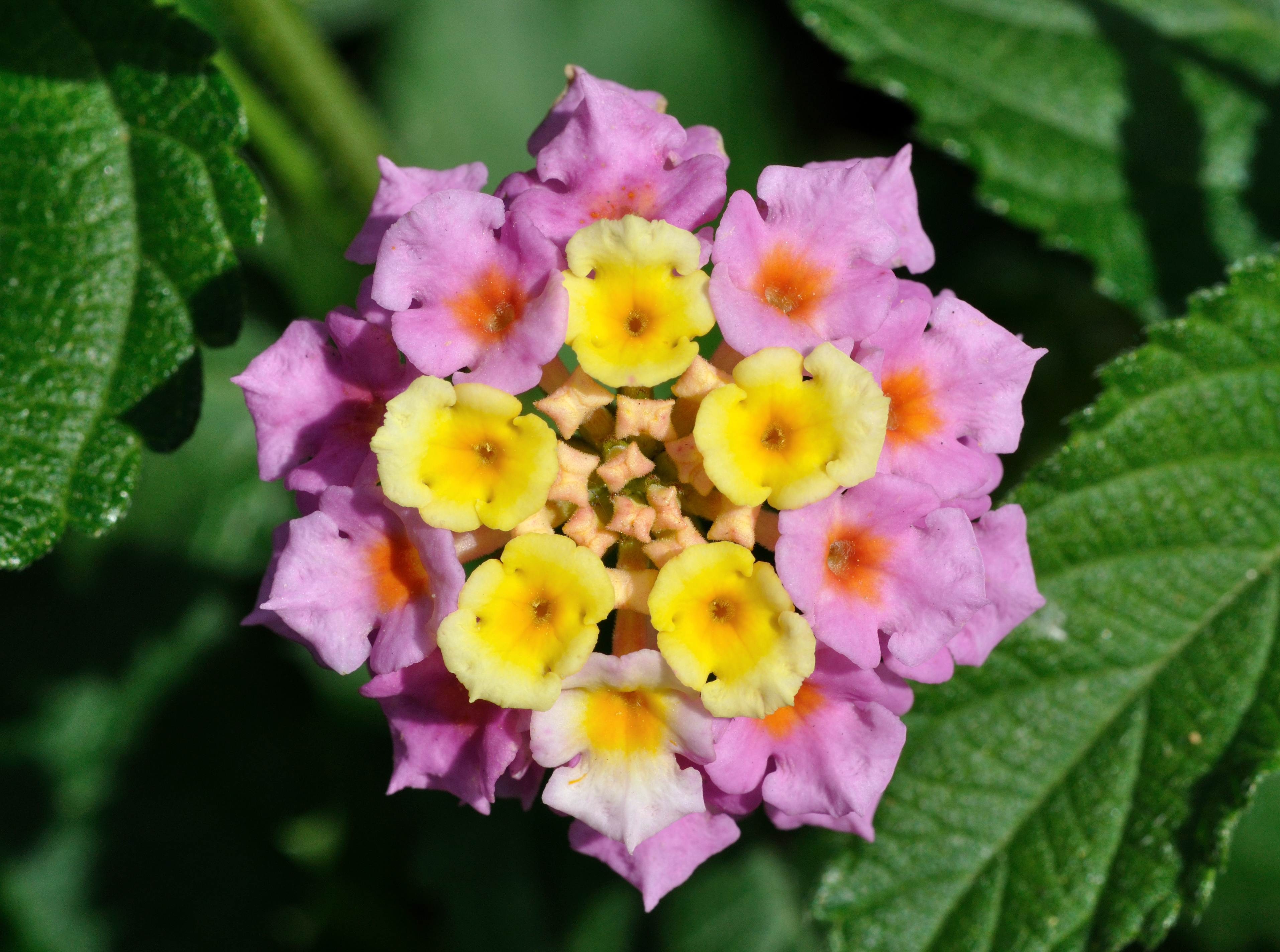
Blütenstand einer Sorte

## Giftigkeit
Alle Pflanzenteile sind giftig, besonders die reifen und unreifen Früchte, allerdings werden sie manchmal trotzdem verzehrt. Hauptwirkstoffe sind Lantaden A und B, Icterogenin sowie Triterpene. Die invasive Pflanze ist besonders für Weidetiere gefährlich. Erste Vergiftungserscheinungen sind Appetitverlust und Verstopfung, es folgen Symptome der Gelbsucht und Lichtempfindlichkeit. Infolge der Hepatotoxizität der Pflanze kommt es zu einer hohen Mortalität.
Es gibt vereinzelte Berichte über tödliche Vergiftungen bei Kindern nach Verzehr der grünen Beeren. Eine Auswertung von 641 Fällen, in denen Kinder die Beeren aßen, fand hingegen keine schwerwiegenden Vergiftungssymptome. Die meisten Fälle verliefen ohne Krankheitserscheinungen, in weniger als 10 % der Fälle kam es zu leichten Beschwerden (Erbrechen, seltener Durchfall und Bauchschmerzen).
Der Samen des Wandelröschens spielt beispielsweise im Nahrungsspektrum der Dunklen Kuckuckstaube eine Rolle, obwohl diese Pflanzenart in Australien – dem Lebensraum dieser Taube – eine eingeführte Art ist.

## Vorkommen
Das ursprüngliche Verbreitungsgebiet der Unterarten von Lantana camara reicht von Mexiko bis Zentralamerika sowie ins nördliche Südamerika und sie kommt auf Karibischen Inseln vor. Sie ist aber in allen warmen Gebieten der Welt ein Neophyt und kann sich insbesondere in feuchtwarmen Gegenden auf Ödland, auf Weiden und in Wäldern stark ausbreiten, wozu auch die Ausbreitung der Samen durch Vögel beiträgt. Manchmal wird sie aber auch gerade deshalb auf erosionsgefährdeten Hängen angepflanzt. In Südafrika ist die Kultur des Wandelröschens wegen seines invasiven Charakters in Gärten verboten worden. Die Art zählt zu den 100 gefährlichsten Neobiota weltweit.

## Systematik
Die Erstveröffentlichung von Lantana camara erfolgte 1753 durch Carl von Linné in Species Plantarum, 2, Seite 627.
Je nach Autor gibt es von Lantana camara sechs Unterarten:
- Lantana camara subsp. aculeata (L.) R.W.Sanders (Syn.:Lantana aculeata L., Lantana coccinea Weigel, Lantana sanguinea Medik., Lantana mutabilis Salisb. nom. illeg., Lantana suaveolens Desf. nom. illeg., Lantana variegata Otto & A.Dietr.): Diese Neukombination erfolgte 2006. Sie kommt ursprünglich in Mexiko und auf Karibischen Inseln vor.[6]
- Lantana camara L. subsp. camara (Syn.: Lantana annua C.B.Clarke, Lantana asperata Vis. nom. nud., Lantana crocea Jacq., Lantana formosa K.Koch & Fintelm., Lantana mixta Medik., Lantana undulata Raf., Lantana urticifolia Mill., Lantana viburnoides Blanco nom. illeg.): Sie kommt ursprünglich vom mexikanischen Bundesstaat Veracruz bis Nicaragua und auf Karibischen Inseln vor.[6]
- Lantana camara subsp. glandulosissima (Hayek) R.W.Sanders (Syn.: Lantana glandulosissima Hayek): Den Rang einer Unterart hat sie seit 2012. Sie kommt von Mexiko über Zentralamerika bis ins nördliche Venezuela und auf Kuba sowie Puerto Rico vor.[6]
- Lantana camara subsp. moldenkei (R.W.Sanders) R.W.Sanders (Syn.: Lantana urticifolia subsp. moldenkei R.W.Sanders): Diese Neukombination erfolgte 2012. Sie kommt nur im östlichen Kuba und in der Dominikanischen Republik vor.[6]
- Lantana camara subsp. moritziana (Otto & A.Dietr.) R.W.Sanders (Syn.: Lantana moritziana Otto & A.Dietr., Lantana camara var. moritziana (Otto & A.Dietr.) López-Pal.): Diese Neukombination erfolgte 2012. Sie kommt von Costa Rica über Panama bis ins tropische Südamerika vor.[6]
- Lantana camara subsp. portoricensis (Moldenke) R.W.Sanders (Syn.: Lantana arida var. portoricensis Moldenke, Lantana urticifolia subsp. portoricensis (Moldenke) R.W.Sanders): Diese Neukombination erfolgte 2012. Sie kommt nur auf Puerto Rico und den Jungferninseln vor.[6]